# Galiteuthis armata
Galiteuthis armata  (лат.) — вид кальмаров рода Galiteuthis семейства Кранхииды (Cranchiidae), крупный кальмар, обитает в Атлантическом океане. 

## Описание
Длина мантии G. armata достигает 61 см. Кальмары этого вида часто имеют разбухшее тело. Щупальца короткие. Мантия тонкая, но мускулистая. Имеют большие флотационные камеры, которые обеспечивают кальмару прекрасную плавучесть. 

## Ареал
Вид встречается в Атлантическом океане у Бермудских островов, Канады, Намибии, и Испании. 

## Защитное поведение
При появлении опасности кальмар наполняет мантию водой и выделяет чернила в мантийную полость, превращаясь из почти прозрачного кальмара в очень тёмного.